# Costiera sorrentina

Mappa dei comuni della Penisola Sorrentina

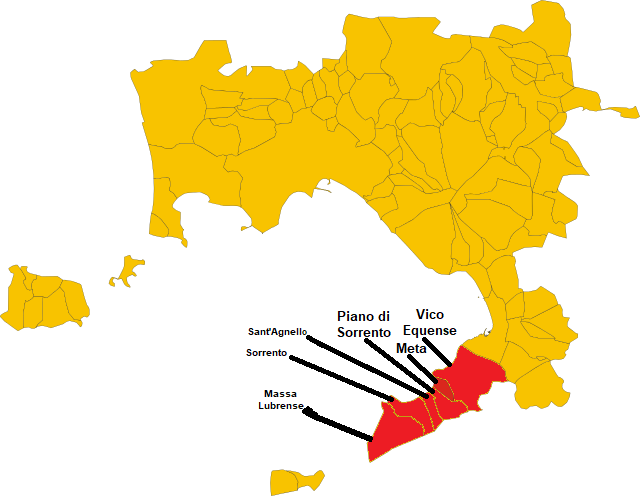
Mappa dei comuni della Costiera sorrentina all'interno della Città metropolitana di Napoli

La Costiera sorrentina è il tratto di costa campana, situato a nord della Penisola sorrentina, che si affaccia sul Golfo di Napoli. È delimitata ad ovest da Sant'Agata sui Due Golfi, frazione di Massa Lubrense che funge da divisoria tra questa costiera e quella amalfitana, e a nord-est da Vico Equense.

## Geografia fisica
Tratto di costa famoso in tutto il mondo per la sua bellezza naturalistica, paesaggistica e gastronomica, nonché sede di importanti insediamenti turistici, prende il nome dalla città di Sorrento, la città più rilevante della zona e nucleo centrale della costiera. Alle spalle insistono i monti Lattari e subito dopo di essa vi è invece la costiera amalfitana e parte della medesima costiera, infine, è l'area naturale Baia di Ieranto e l'area naturale marina protetta Punta Campanella. È nota anche per alcuni prodotti tipici, come il limoncello, liquore ottenuto dai limoni della zona di Sorrento o Capri, che si affaccia dirimpetto a Massa Lubrense, il provolone del Monaco DOP, la mozzarella di bufala campana DOP e tanti altri prodotti tipici.

### Comuni
- Massa Lubrense
- Meta
- Piano di Sorrento
- Sant'Agnello
- Sorrento
- Vico Equense

## Galleria d'immagini

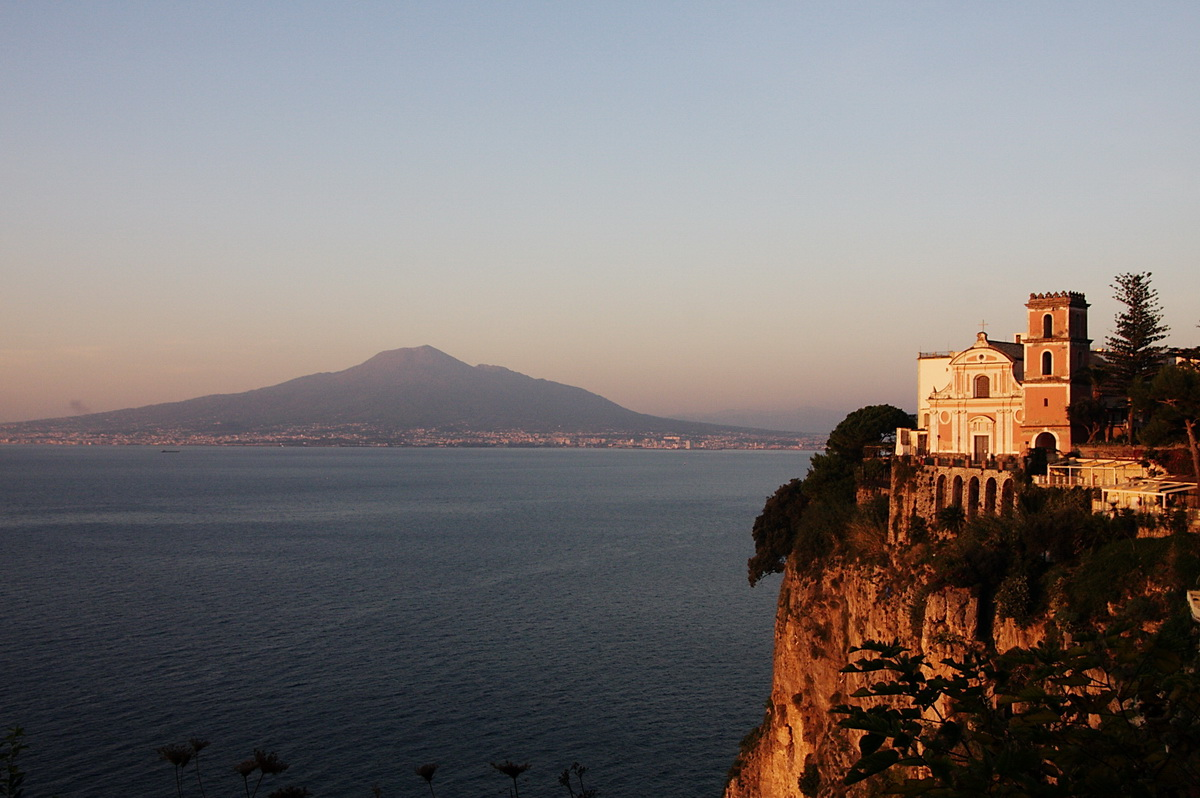
Vico Equense
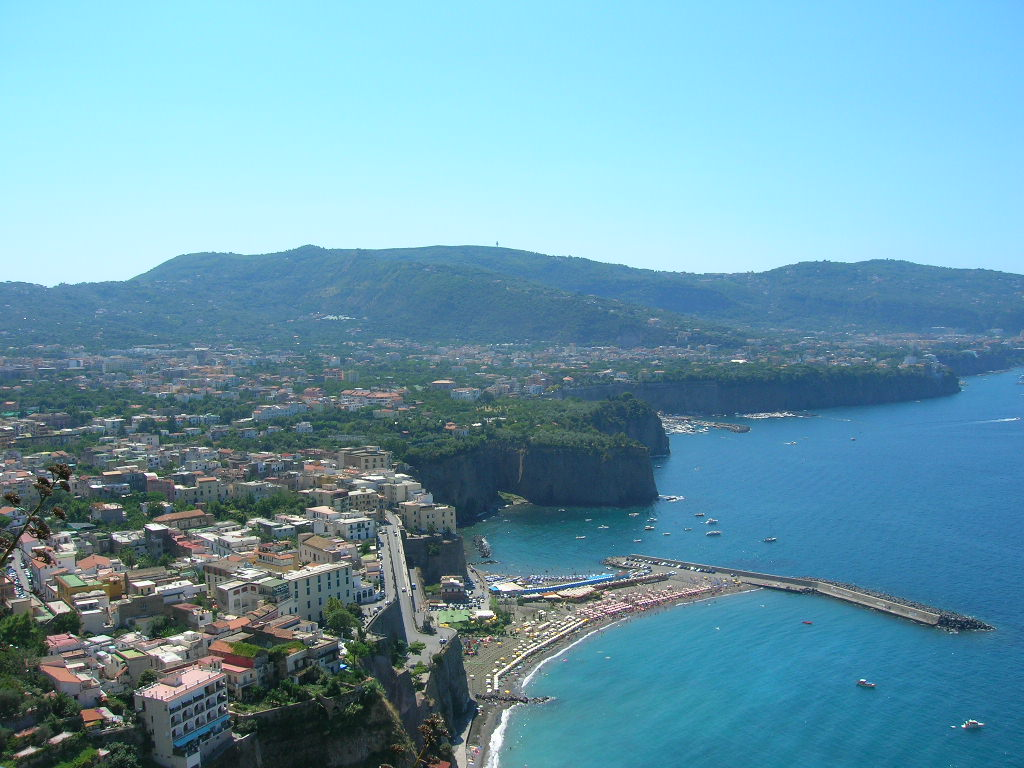
Meta
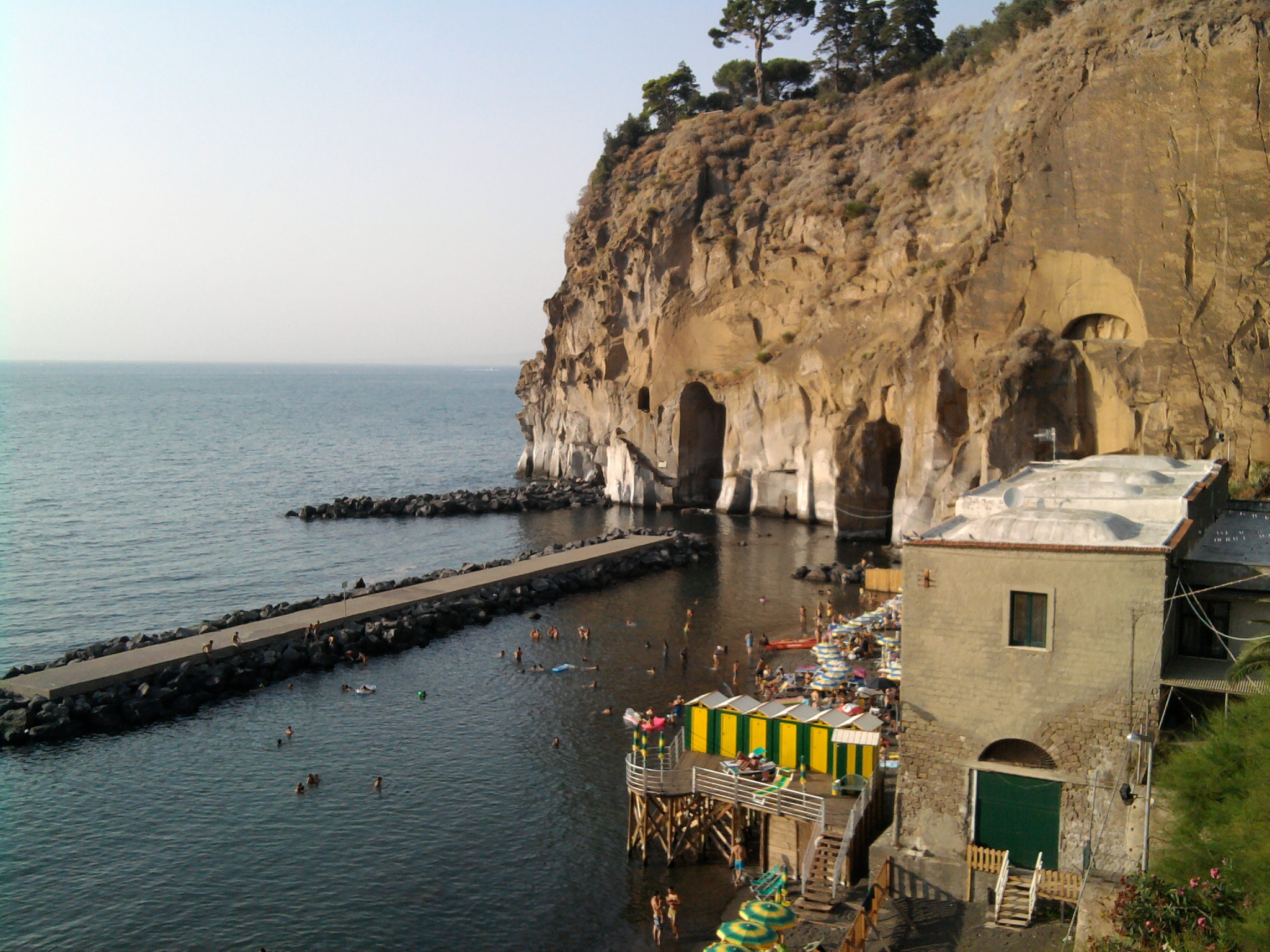
Piano di Sorrento
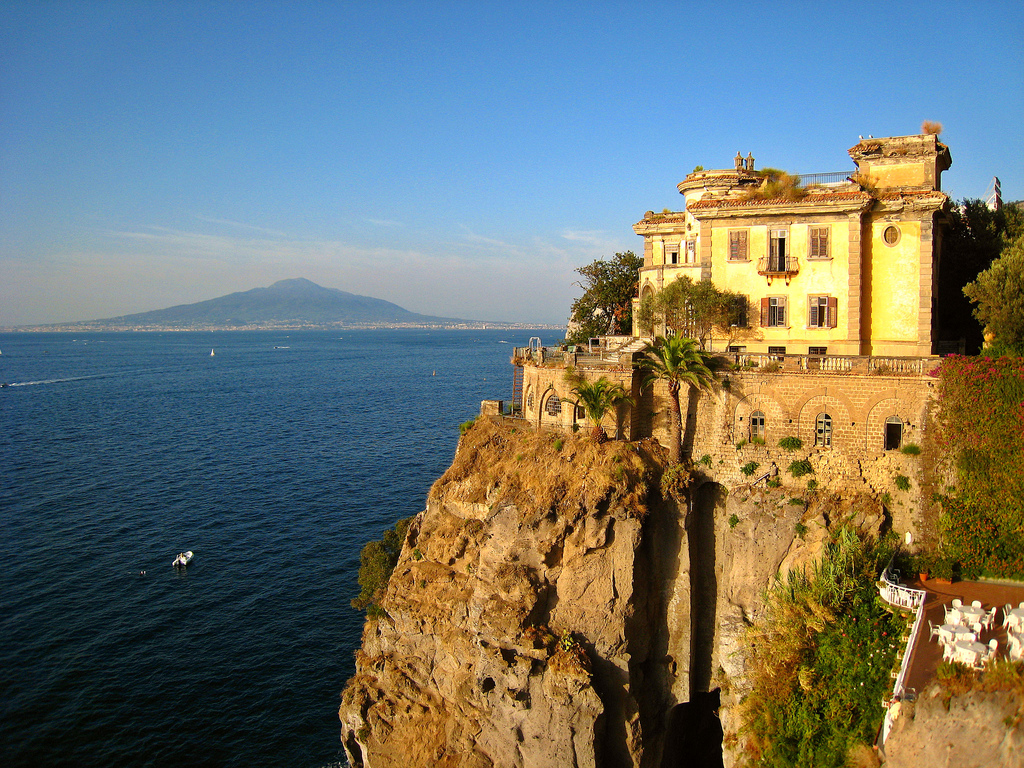
Sant'Agnello
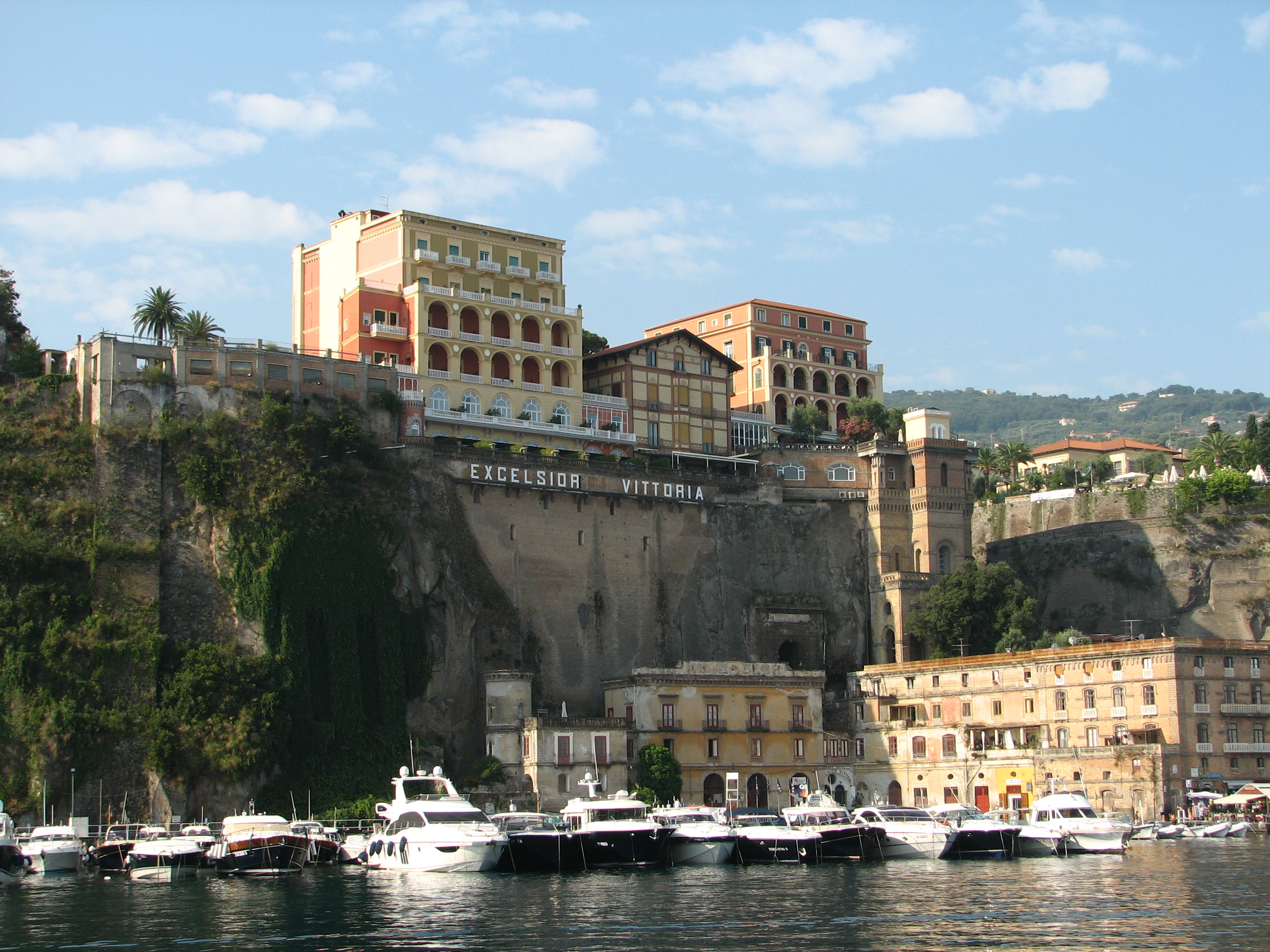
Sorrento